# Параудондваряй
Параудондваряй (лит. Paraudondvariai) — деревня в Вильнюсском районе, в Решской сянюнии, в 2 километрах к северу от Диджёйи Реше, возле шоссе А14 Вильнюс — Утена, на другой стороне которого находится деревня Раудондварис.

## Население
| 1931                           | 1959 | 1970 | 1979 | 1989 | 2001 | 2011 | 2021 |
| ------------------------------ | ---- | ---- | ---- | ---- | ---- | ---- | ---- |
| 7                              | 17   | 17   | 16   | 16   | 6    | 11   | 113  |
| Гистограмма динамики населения |      |      |      |      |      |      |      |